# Ideoblothrus bipectinatus
Ideoblothrus bipectinatus es una especie de arácnido del orden Pseudoscorpionida de la familia Syarinidae.

## Distribución geográfica
Se encuentra en Nueva guinea.